# William Wilson Morgan
William Wilson Morgan (Bethesda, 3 de janeiro de 1906 — 21 de junho de 1994) foi um astrônomo estadunidense.
Trabalhou no Observatório Yerkes. Um dos seus campos principais de trabalho foi classificação estelar. Desenvolveu em trabalho conjunto com Philip Childs Keenan o sistema MK. Com o auxílio da determinação das distâncias de estrelas de classificação estelar O e B ilustrou, juntamente com Donald Osterbrock e Stewart Sharpless, os braços espirais da Via Láctea.
Participou da 11ª Conferência de Solvay, em 1958.

## Condecorações
- 1958 Medalha Bruce
- 1961 Henry Norris Russell Lectureship
- 1980 Medalha Henry Draper
- 1983 Medalha Herschel